# Muzz Skillings
Muzz Skillings (Queens, 6 gennaio 1960) è un bassista statunitense.
È noto per essere stato il bassista della prima formazione della hard rock band Living Colour. Lasciò la band, per divergenze musicali, nel 1992 sostituito da Doug Wimbish.
Skillings continua a suonare come chitarrista e cantante con la sua band, i Medicine Stick, e come bassista per session nella scena newyorkese. È inoltre il bassista della band di Ted Mason, i Blue Mockingbird.